# 宮崎県道20号北方北郷線
宮崎県道20号北方北郷線（みやざきけんどう20ごう きたかたきたごうせん）は、宮崎県延岡市から東臼杵郡美郷町に至る県道（主要地方道）である。

## 概要
延岡市北方町川水流から東臼杵郡美郷町北郷区黒木に至る。
1993年（平成5年）まで、宮崎県道22号延岡西都線（主要地方道）の一部だった（現在の22号は、東郷西都線である。）。

### 路線データ
- 起点：延岡市北方町川水流（川水流交差点、国道218号交点）
- 終点：東臼杵郡美郷町北郷区黒木（黒木交差点、国道388号交点）
- 総延長：5.6 km（誤差あり）

## 歴史
- 1954年（昭和29年）11月5日 - 宮崎県告示第453号により宮崎県道延岡妻線として路線認定がなされる。当時の整理番号は8だった。
- 時期不明 - 宮崎県道延岡妻線から宮崎県道延岡西都線に名称変更。
- 1993年（平成5年）
  - 4月 - 宮崎県道22号延岡西都線が廃止され、一部が宮崎県道20号北方北郷線として認定[1]。
  - 5月11日 - 建設省から、県道北方北郷線が北方北郷線として主要地方道に指定される[2]。

## 路線状況

### 道路施設

#### 橋梁
- 川水流橋（五ヶ瀬川、延岡市）

#### トンネル
- 山口原トンネル：延長 m、2001年（平成13年）竣工、延岡市
- 黒木トンネル：延長 ,m、2001年（平成13年）竣工、延岡市 - 東臼杵郡美郷町
- 赤木谷隧道：延長 ,m、1973年（昭和48年）竣工、東臼杵郡美郷町

## 地理

### 通過する自治体
- 延岡市
- 東臼杵郡美郷町

### 交差する道路
| 交差する道路             | 市町村名 | 市町村名 | 交差する場所 | 交差する場所        |
| ------------------------ | -------- | -------- | ------------ | ------------------- |
| 国道218号                | 延岡市   | 延岡市   | 北方町川水流 | 川水流交差点 / 起点 |
| 宮崎県道49号北方土々呂線 | 延岡市   | 延岡市   | 北方町川水流 |                     |
| フォレストピア六峰街道   | 延岡市   | 延岡市   | 北方町川水流 |                     |
| 国道388号                | 東臼杵郡 | 美郷町   | 北郷区黒木   | 黒木交差点 / 終点   |

### 沿線
- 五ヶ瀬川